# Annie Quensel
Annie Theresia Quensel, född Weiss 24 oktober 1886 i Graz, Österrike, död 22 maj 1933 i Danderyds församling, var en österrikisk-svensk zoolog. 
Quensel var dotter till advokaten, juris doktor Siegmund Weiss och Therese Stukart. Hon avlade studentexamen i Graz 1903 och studerade därefter vid universitetet i samma stad, där hon blev filosofie doktor i zoologi 1910. Hon höll kurser vid zoologiska stationen i Trieste 1907 och vid infektionssjukhuset i Berlin 1910. Samma år deltog hon som sekreterare i internationella zoologkongressen i Graz. 
Quensel var medlem av svensk-österrikiska hjälpkommittén i Stockholm från dess stiftande 1919, medlem av Rädda Barnens styrelse 1919–23 och dess vice ordförande 1922–23. Hon tilldelades österrikiska Salvatormedaljen 1921.
Hon gifte sig 1911 med professor Percy Quensel (1881–1966) och de blev föräldrar till psykoanalytikern Margit Norell (1914–2005). Makarna Quensel är begravda på Örgryte gamla kyrkogård i Göteborg.